# Persone di cognome Kramer
| Questa pagina contiene informazioni ricavate automaticamente dalle voci biografiche con l'ausilio del template Bio e di un bot. L'aggiornamento è periodico e automatico e ricostruisce completamente la pagina. Se manca una persona in questa lista, sei pregato di non aggiungerla, ma accertati piuttosto che la sua voce biografica contenga il template Bio e che i dati anagrafici siano correttamente compilati. Se il template Bio manca, inseriscilo tu stesso o, in alternativa, metti l'avviso {{tmp\|Bio}} che ne segnala la mancanza. Se i dati riportati sono sbagliati, correggi direttamente la voce biografica; le modifiche saranno visibili in questa lista entro pochi giorni. Per chiarimenti vedi il progetto antroponimi. La lista contiene solo le 57 persone che sono citate nell'enciclopedia e per le quali è stato implementato correttamente il template Bio. Pagina aggiornata al 23 lug 2025. |

Questa è una lista di persone presenti nell'enciclopedia che hanno il cognome Kramer, suddivise per attività principale.

## Allenatori di calcio(1)
- Frank Kramer, allenatore di calcio, dirigente sportivo e ex calciatore tedesco (Memmingen, n. 1972)

## Architetti(2)
- Piet Kramer, architetto olandese (Amsterdam, n. 1881 - Amsterdam, † 1961)
- Simpert Kramer, architetto tedesco (Weißensee, n. 1679 - Edelstetten, † 1753)

## Attori(5)
- Bert Kramer, attore statunitense (San Diego, n. 1934 - Los Angeles, † 2001)
- David Kramer, attore, regista e sceneggiatore tedesco (Halle, n. 1978)
- Eric Allan Kramer, attore statunitense (Grand Rapids, n. 1962)
- Felix Kramer, attore tedesco (Mahlsdorf, n. 1973)
- Michael Eric Kramer, attore e modello statunitense (n. 1962)

## Attrici(3)
- Clare Kramer, attrice statunitense (Atlanta, n. 1974)
- Jana Kramer, attrice e cantante statunitense (Detroit, n. 1983)
- Stepfanie Kramer, attrice e cantante statunitense (Los Angeles, n. 1956)

## Batteristi(1)
- Joey Kramer, batterista statunitense (New York, n. 1950)

## Calciatori(8)
- Blaž Kramer, calciatore sloveno (Celje, n. 1996)
- Christoph Kramer, ex calciatore tedesco (Solingen, n. 1991)
- Edmond Kramer, calciatore svizzero (Ginevra, n. 1906 - † 1945)
- Jack Kramer, calciatore norvegese (Oslo, n. 1939 - Asker, † 2020)
- John Kramer, calciatore danese (Ringsted, n. 1934 - † 1994)
- Joris Kramer, calciatore olandese (Heiloo, n. 1996)
- Lars Kramer, calciatore olandese (Zaandam, n. 1999)
- Michiel Kramer, calciatore olandese (Rotterdam, n. 1988)

## Calciatrici(1)
- Cornelia Kramer, calciatrice danese (Aalborg, n. 2002)

## Cantanti(2)
- Billy J. Kramer, cantante britannico (Bootle, n. 1943)
- Matt Kramer, cantante statunitense (n. 1968)

## Cestisti(6)
- Chris Kramer, cestista statunitense (Huntington, n. 1988)
- Steve Kramer, ex cestista statunitense (Sandy, n. 1945)
- Arvid Kramer, ex cestista statunitense (Fulda, n. 1956)
- Barry Kramer, cestista statunitense (Schenectady, n. 1942 - † 2025)
- Dennis Kramer, cestista statunitense (Colonia, n. 1992 - Barterode, † 2023)
- Joel Kramer, ex cestista statunitense (San Diego, n. 1955)

## Chimici(1)
- Antonio Kramer, chimico italiano (Milano, n. 1806 - Tremezzo, † 1853)

## Ciclisti su strada(1)
- Jesse Kramer, ciclista su strada e ciclocrossista olandese (Valkenswaard, n. 2003)

## Critici d'arte(1)
- Hilton Kramer, critico d'arte e saggista statunitense (Gloucester, n. 1928 - Damariscotta, † 2012)

## Drammaturghi(1)
- Larry Kramer, drammaturgo, saggista e attivista statunitense (Bridgeport, n. 1935 - New York, † 2020)

## Giocatori di football americano(4)
- Jerry Kramer, ex giocatore di football americano statunitense (Jordan, n. 1936)
- Ron Kramer, giocatore di football americano statunitense (Girard, n. 1935 - Fenton, † 2010)
- Tommy Kramer, ex giocatore di football americano statunitense (San Antonio, n. 1955)
- Erik Kramer, ex giocatore di football americano statunitense (n. 1964)

## Inventori(2)
- Kane Kramer, inventore britannico (Londra, n. 1956)
- Wolfgang Kramer, inventore e autore di giochi tedesco (Stoccarda, n. 1942)

## Linguisti(1)
- Matthias Kramer, linguista, lessicografo e grammatico tedesco (Colonia, n. 1640 - Norimberga, † 1729)

## Mezzofondisti(1)
- Andreas Kramer, mezzofondista svedese (n. 1997)

## Militari(1)
- Josef Kramer, militare tedesco (Monaco di Baviera, n. 1906 - Hameln, † 1945)

## Musicisti(1)
- Wayne Kramer, musicista e chitarrista statunitense (Detroit, n. 1948 - Los Angeles, † 2024)

## Pallavoliste(1)
- Rachael Kramer, pallavolista statunitense (n. 1998)

## Pattinatori di velocità su ghiaccio(1)
- Sven Kramer, ex pattinatore di velocità su ghiaccio olandese (Heerenveen, n. 1986)

## Pistard(1)
- Frank Kramer, pistard statunitense (Evansville, n. 1880 - East Orange, † 1958)

## Politici(1)
- Edoardo Kramer, politico italiano (n. 1829 - † 1869)

## Registi(2)
- Stanley Kramer, regista e produttore cinematografico statunitense (New York, n. 1913 - Los Angeles, † 2001)
- Robert Kramer, regista, sceneggiatore e attore statunitense (New York, n. 1939 - Rouen, † 1999)

## Religiosi(1)
- Heinrich Kramer, religioso tedesco (Schlettstadt, n. 1430 - Kroměříž, † 1505)

## Saltatrici con gli sci(1)
- Marita Kramer, saltatrice con gli sci austriaca (Apeldoorn, n. 2001)

## Sceneggiatori(1)
- Wayne Kramer, sceneggiatore e regista sudafricano (Johannesburg, n. 1965)

## Scrittrici(1)
- Pascale Kramer, scrittrice svizzera (Ginevra, n. 1961)

## Storici(1)
- Samuel Noah Kramer, storico statunitense (Žaškiv, n. 1897 - Filadelfia, † 1990)

## Tennisti(1)
- Jack Kramer, tennista statunitense (Las Vegas, n. 1921 - Los Angeles, † 2009)

## Senza attività specificata(2)
- Eddie Kramer, tecnico del suono e fotografo sudafricano (Città del Capo, n. 1942)
- Manuel Kramer, sciatore di velocità e ex sciatore alpino austriaco (n. 1989)